# Txell Sust & August Tharrats Trio
Txell Sust & August Tharrats Trio és un grup de música format inicialment el 1992 amb el nom de August Tharrats Trio i on un any després s'hi va incorporar la cantant Txell Sust. El grup ha actuat a Espanya, Suïssa, Alemanya i França, i la seva discografia consta de tres títols: Bluetime (1995), Gran Hotel Havana (1997) i NonStop (2003).
El grup està integrat per August Tharrats, pioner del piano blues i boogie-woogie a Catalunya; Txell Sust, cantant amb un repertori que inclou diferents estils, entre ells el pop, jazz i funk; Nono Fernández, contrabaix sol·licitat per primeres figures com Tete Montoliu, Jessie Davies i Johnny Griffin, i, finalment, Anton Jarl, bateria establert des de fa poc temps a Barcelona i molt valorat en l'escena musical catalana.